# Red Soul
〈Red Soul〉(레드 소울, レッド・ソウル 렛도 소우루[*])는 일본의 음악 그룹 AAA의 열여섯 번째 싱글이다. 2007년 9월 19일에 에이벡스 트랙스에서 발매됐다. 

## 개요
- ‘CD+DVD ver.’의 한 형태로 발매. 지금까지의 싱글에서 한 형태로만 발매한 것은 처음이다.
- 동시 발매된 세 번째 정규음반 《AROUND》의 리드곡이 된다.

## 수록내용
CD
1. Red Soul
  - 작사: 모리 히로미 / 작곡: 와타나베 미키
2. 입술에서부터 로맨티카(대마왕, 쇼와 일렉트 낭만 MIX)(唇からロマンチカ(大魔王、昭和エレクト浪漫MIX))
  - 리믹스: 코사카 대마왕
3. 기모노 제트 걸(SPEAK&SPARK KimonoDIGITAL MIX)(キモノジェットガール(SPEAK&SPARK KimonoDIGITAL MIX))
  - 리믹스: Tomonao Tanaka
4. Red Soul(Instrumental)

DVD
1. Red Soul (Music Clip)